# Oldella
Oldella es un género de foraminífero bentónico considerado un sinónimo posterior de Earlandia de la familia Earlandiidae, de la superfamilia Earlandioidea, del suborden Fusulinina y del orden Fusulinida. Su especie tipo era Hyperammina? sibirica. Su rango cronoestratigráfico abarcaba el Silúrico.

## Discusión
Algunas clasificaciones más recientes incluirían Oldella en el suborden Earlandiina, del orden Earlandiida, de la subclase Afusulinana y de la clase Fusulinata.

## Clasificación
Oldella incluía a las siguientes especies:
- Oldella distincta
- Oldella sibirica